# 克里斯托夫·哈费尔
克里斯托夫·哈费尔（德語：Christoph Hafer，1992年4月14日—），德国男子雪车运动员。他曾代表德国参加2022年冬季奥林匹克运动会雪车比赛，获得男子双人铜牌和四人第四名。